# Giovanni II Bentivoglio
Giovanni II Bentivoglio (ur. 12 lutego 1443, zm. 1 lutego 1508 w Mediolanie) – syn kondotiera 
Annibale I Bentivoglio i Donniny Visconti, pan Bolonii w latach 1463–1506, jeden z najwybitniejszych przedstawicieli rodziny Bentivoglio.

## Życiorys

### Pan Bolonii
W wieku dziewięciu lat był pasowany na rycerza, a mając 20 lat, po śmierci kuzyna Sante, został pierwszym obywatelem Bolonii. Signoria w mieście była nietypowa, bo było ono zarządzane przez oligarchię senatorów, przedstawiciela papieża i przedstawicieli najbogatszych rodów. Jednak Giovanni zaczął sprawować rządy autorytarne, jak gdyby miasto było jego własnością. Jego polityka była bardzo zręczna, potrafił bowiem drogą mariaży uciszyć walki, utrzymywał dobre stosunki z papiestwem, ze Sforzami, Medyceuszami i cesarzem. Potrafił też nawiązać bliskie stosunki z najważniejszymi rodami włoskimi. Potrafił też umiejętnie lawirować między zaprzyjaźnionymi potęgami, gdy były w stanie konfliktu między sobą. W latach 1482–1484 zaangażował się w wojnę solną po stronie Ferrary przeciwko Wenecji.
Pomimo autorytarnych rządów potrafił respektować Senat i legalne instytucje. Lud go kochał i podziwiał. Ponadto wielu korzystało z jego bogactwa i przepychu panującego na dworze, który dawał wiele miejsc pracy. Giovanni był traktowany jak książę, mimo iż nie posiadał tego tytułu. Kochał się w turniejach i lubił świętować razem ze współobywatelami.

### Małżeństwo
Po śmierci kuzyna Sante poślubił w 1464 wdowę po nim, Ginevrę Sforza, z którą miał szesnaścioro dzieci. Jedenaścioro z nich dożyło dorosłego wieku. Ginevra nie była kochana przez lud, ponieważ gustowała w przesadnie okazałych strojach i zbytnio popisywała się swoją urodą. Nie znosiła sprzeciwu i nie miała litości dla wrogów.

### Spisek Malvezzich
W 1488 klimat pokoju i zgody kreowany przez Giovanniego został zatruty spiskiem Malvezzich, którzy swego czasu byli przyjaciółmi Bentivoglio, ale teraz uknuli spisek mający na celu zamordowanie całej rodziny Bentivoglio. Aby osiągnąć ten cel szukali również pomocy u Wawrzyńca Wspaniałego. Spisek został wykryty i wszyscy Malvezzi zamordowani, uwięzieni lub wygnani. Po tych wydarzeniach do miasta wrócił spokój, ale Giovanni II już nie ufał bezgranicznie mieszkańcom Bolonii. Nigdy już nie pokazywał się publicznie bez eskorty i bez broni. W tym czasie kazał też pobudować obok swego pałacu wysoką wieżę i umieścić na jej szczycie dzwon. Postrzegana ona jest jako znak wielkości rodu Bentivoglio, ale także jako symbol strachu i niepewności.

### Zagrożenie ze strony Cezara Borgii
W 1500 schronili się w Bolonii władca Pesaro Giovanni Sforza i Rimini Pandolfo IV Malatesta, którzy uciekli przed podporządkowującym sobie kolejne miasta Cezarem Borgią. Ten zdecydował się zaatakować Faenzę, której panem był Astorre Manfredi, kuzyn Giovanniego II. Bentivoglio postanowił wesprzeć kuzyna w walce, ale Faenza i tak musiała kapitulować 7 marca 1501. Borgia skierował się ku Bolonii, aby ukarać Giovanniego. Ten znając przewagę liczebną przeciwnika, spróbował układów. Ich efektem było zaniechanie marszu na Bolonię, ale Giovanni musiał oddać Borgii Castel Bolognese i obiecać pomoc wojskową w razie potrzeby.

### Spisek Marescottich
Rządy Bentivoglio ciągle słabły na skutek intensywnych działań przeciwników, którzy w Cezarze Borgii szukali sprzymierzeńca. Rok 1501 przyniósł jeszcze jedno przykre dla rodziny Bentivoglio wydarzenie. Był nim spisek Marescottich. Za radą Ginevry Sforza wielu z organizatorów i uczestników sprzysiężenia zostało zamordowanych. W 1505 Bolonię nawiedziło trzęsienie ziemi, które naruszyło słynną wieżę, pałac rodziny Bentivoglio i wiele innych budowli. Wielu członków rodziny wyprowadziło się wówczas z Domus Aurea. Pozostał w nim Giovanni II.

### Upadek
Malvezzi i Marescotti, którzy uszli przed prześladowaniami, schronili się w Rzymie pod opieką papieża Juliusza II, prosząc, aby uwolnił Bolonię od tyranii Giovanniego Bentivoglio. Papież więc nakazał wszystkim członkom rodziny Bentivoglio opuścić miasto. Giovanni jednak nie posłuchał. Wojska papieskie zbliżały się jednak nieuchronnie i w obliczu silniejszego przeciwnika Giovanni zdecydował się na ucieczkę. 2 listopada 1506 opuścił Bolonię i schronił się w Mediolanie, pod opieką króla Francji Ludwika XII. Dziewięć dni później papież wkraczał triumfalnie do Bolonii. Przeciwnicy Giovanniego splądrowali i zniszczyli wówczas pałac Bentivoglio.
Synowie Giovanniego próbowali odzyskać władzę w mieście, ale zostali pokonani w bitwie pod Casalecchio. Giovanni został uwięziony i osądzony, ale nie uznano go za winnego i uwolniono.
Zmarł 1 lutego 1508 w Mediolanie, gdzie też został pochowany.

## Potomstwo
Spośród szesnaściorga dzieci Giovanniego Bentivoglio i Ginevry Sforza jedenaścioro dożyło wieku dorosłego. Byli to:
- Annibale (1469–1540), poślubił Lukrecję d’Este i był panem Bolonii w latach 1511–1512;
- Ermes (?-1513);
- Alessandro (1474–1532), poślubił Ippolitę Sforza;
- Camilla, zakonnica;
- Isotta, zakonnica;
- Francesca, poślubiła Galeotto Manfrediego;
- Antongaleazzo, protonotariusz apostolski
- Eleonora;
- Laura, poślubiła Giovanniego Gonzagę;
- Violante, poślubiła Pandolfo IV Malatestę
- Bianca.